# Oława Dolna

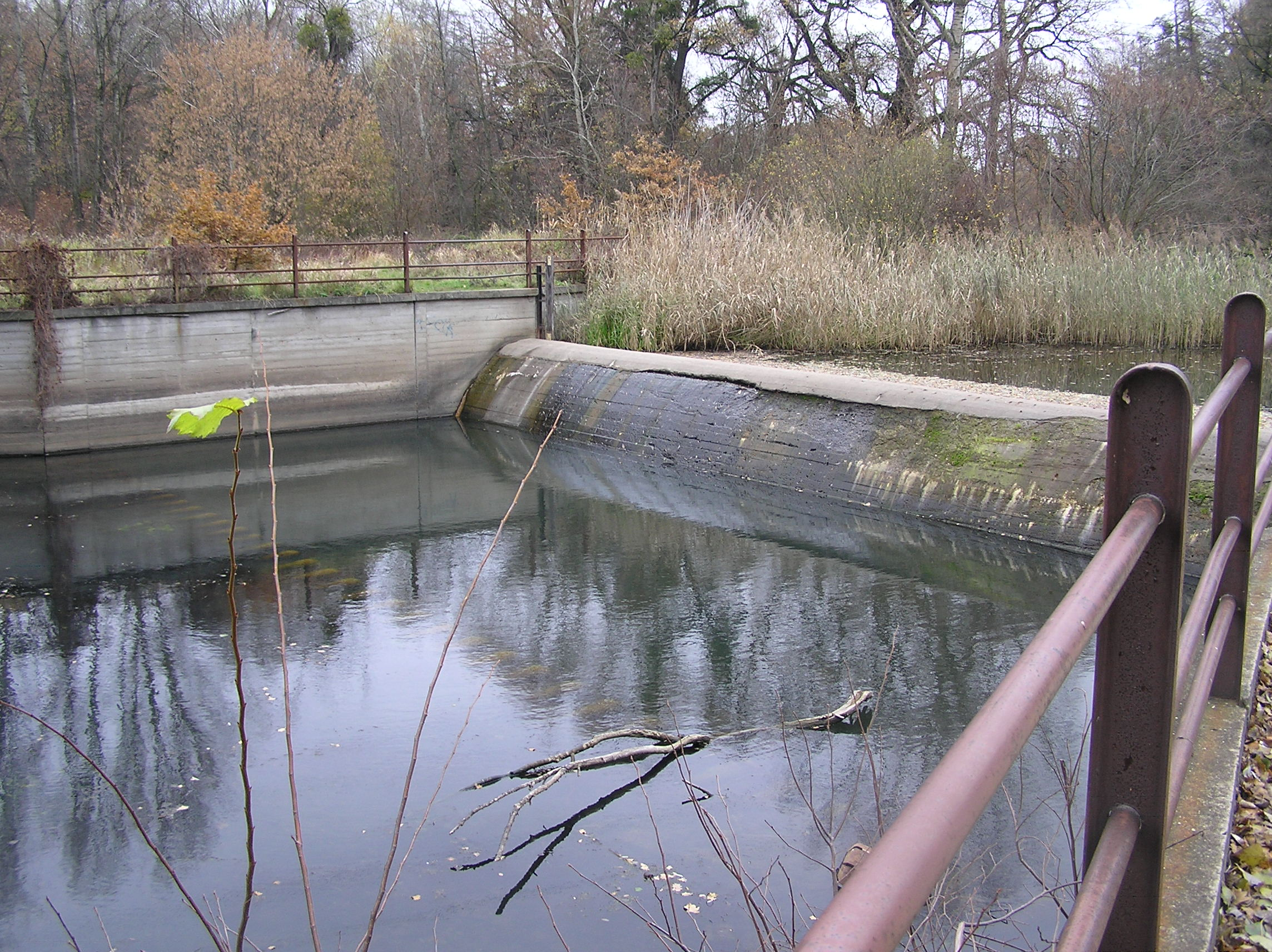
Jaz stały w początkowym biegu Oławy Dolnej

Oława Dolna (Niedere Ohle) – ramię boczne rzeki Oława przebiegające w południowo-wschodniej części Wrocławia. Jego długość współcześnie wynosi około 0,8 km, natomiast pierwotnie wynosiła 1,3 km. Ramię to otacza od strony północnej bezimienne wyspy, na których położony jest Park Wschodni. Od południa i zachodu natomiast wyspy te opływa Oława Górna.
Rozdział wód rzeki na dwa główne ramiona: Oławę Dolną i Górną, znajdował się początkowo przy grobli biegnącej od Bierdzan do Świątnik. Na początku XX wieku wykonano przekop, który skrócił bieg tego ramienia rzeki. Obecnie początek obu ramion znajduje się poniżej terenów wodonośnych Wrocławia, na zachód od Kładki Barani Skok. W samym początku biegu Oławy Dolnej zlokalizowany jest jaz stały, stanowiący przelew dla wód w okresach wezbrań. Natomiast w okresie niskich stanów wód, przepływ nienaruszalny kierowany jest drugim, mniejszym jazem, o niższym poziomie piętrzenia, do Oławy Górnej. Nie ma przerzuconych obecnie jakichkolwiek przepraw mostowych przez Oławę Dolną.